# عشق من بازگشت
عشق من بازگشت (انگلیسی: My Love Came Back) فیلمی در ژانر کمدی رمانتیک و موزیکال به کارگردانی کرتیس برنهارت است که در سال ۱۹۴۰ منتشر شد.

## بازیگران
- اولیویا دی هاویلند
- جفری لین
- چارلز تروبریج
- چارلز وینینجر
- ادی آلبرت
- گرانت میچل
- جین وایمن
- سکه ساکال
- اسپرینگ باینگتون
- ویلیام بی. دیویدسون
- اِلینور وَندِرویر